# Лопуховка (Лопуховское муниципальное образование)
 Лопухо́вка — посёлок в Аткарском районе Саратовской области, административный центр Лопуховского муниципального образования.

## География
Находится на железнодорожной линии Ртищево-Аткарск на расстоянии примерно 21 километр по прямой на северо-запад от районного центра города Аткарск.

## История
Железнодорожная станция Лопуховка открылась в 1870-х годах после завершения строительства железной дороги из Москвы в Саратов. Первоначально она называлась Жуковкой по старому названию ближайшей к ней деревни (ныне левобережная часть поселка). Нынешнее название станция получила позже по имени другой соседней деревни, которая ныне является северной правобережной частью поселка. Эта деревня позже стала называться селом Александровка и на рубеже XX и XXI веков вошла в состав поселка.

## Население
| 2002 | 2010  | 2012  | 2013  | 2014  |
| ---- | ----- | ----- | ----- | ----- |
| 1501 | ↘1348 | ↗1361 | ↗1371 | ↗1377 |

Население составляло 1501 человек в 2002 году (русские 78%), 1348 человек в 2010 году.

## Инфраструктура
В посёлке работают дом культуры, медпункт, почта, магазины, средняя школа, детсад.